# Grekland i olympiska sommarspelen 1956
Grekland deltog i de olympiska sommarspelen 1956 i Melbourne med en trupp bestående av 13 deltagare. Totalt vann de en medalj och slutade på trettiofemte plats i medaljligan.

## Medaljer

### Brons
- Georgios Roubanis - Friidrott, stavhopp